# 구리옙스크 (칼리닌그라드주)

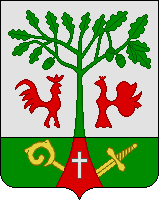
시 문장

구리옙스크(러시아어: Гу́рьевск, 독일어: Neuhausen, 리투아니아어: Romuva, 폴란드어: Nowy Dwór Pruski)는 러시아 칼리닌그라드주 서부에 위치한 도시로, 인구는 10,913명(2002년 기준)이다. 칼리닌그라드(칼리닌그라드 주의 주도)에서 북동쪽으로 7km 정도 떨어진 곳에 위치한다.
1262년 튜턴 기사단이 노이하우젠(Neuhausen)을 세웠다. 1525년 프로이센 공국의 영토가 되었고 1701년 프로이센 왕국의 영토가 된다. 1871년 독일 제국에 편입되면서 동프로이센의 일부가 되었지만 1945년 소비에트 연방에 병합된다. 1946년 칼리닌그라드 전투 도중에 사망한 소비에트 연방의 군인인 스테판 구리예프를 기념하기 위해 지금과 같은 이름으로 변경되었다.